# Рисовые бунты
Рисовые бунты (яп. 米騒動) — стихийные общественные выступления, произошедшие в Японии 3 августа — 17 сентября 1918 года, возникшие в результате повышения цен на рис, значительно усложнившего положение рабочих, крестьян и студентов. Охватили 36 префектур, или две трети территории государства, общей численностью населения 10 млн человек, вообще и 144 города в частности. 90 % участников рисовых бунтов являлись рабочими. В результате судебных заседаний 7813 человек подверглись лишению свободы.

## Предпосылки
На севере префектуры Тояма расположен порт Ниси-Хасамати. В начале XX века его жители занимались преимущественно рыболовством и мореплаванием, доходя до берегов Сахалина и даже Сибири. В конце лета 1918 года рыбакам выдался огромный улов, в связи с чем они не спешили возвращаться в город. У их семей к тому времени закончились запасы пищи, случайные же заработки не позволяли удовлетворить полностью потребности.

## Ход выступлений
Находясь в подобном состоянии, вечером 3 августа 1918 года местные женщины после работы вышли на улицы города небольшими группами. На берегу моря собрались 200—300 женщин, впоследствии образовавших 3 отряда, первый из которых отправился соответственно к дому председателя муниципалитета с требованием прекратить вывоз риса, второй же и третий двинулись к дому торговца рисом, выдвинув требование реализовывать продажу риса лишь местным жителям и по более низкой цене. В места скопления женщин была стянута полиция, в ходе действий которой многие женщины получили ранения. К ночи прения прекратились, и у рисовых складов наблюдались патрули.
Утром 4 августа сведения о выступлениях женщин достигли города Хигаси-Мидзухаси. Вечером на берегу моря 800 женщин со старшими дочерьми и сыновьями организовали группы по нескольку человек и двинулись в город. Сразу же был дан сигнал полиции, однако она оказалась бессильна против такого числа людей.
Утром 5 августа из муниципалитета в Кобе отправили телеграфное сообщение с просьбой выделить определённое количество риса для покрытия дефицита. К тому времени жёны рыбаков устроили себе штаб в местном храме, действиями из которого установили пикеты по всему городу и в близлежащих населённых пунктах с целью проведения слежки за действиями, предпринимаемыми торговцами рисом.
Бунт вспыхнул и на территории города Намэригава. К ночи 6 августа к выступлениям подключились и представители мужского пола, в количестве двух тысяч человек организовавшие переговоры с богатым купцом Каном. Вскоре там появилась полиция, и к полуночи жители разошлись.
7 августа никаких выступлений не наблюдалось, однако уже 9 августа в порту компании «Нитибэй» («Япония — США») находился грузовой пароход, прибывший для погрузки тысячи бушелей риса. Горожанки, узнав по стукам в барабан и звонящему колоколу о случившемся, пришли в гавань, где принудили администрацию прекратить грузить рис. Руководство компании же предложило возместить ущерб с последующей уплатой 500 иен, однако женщины отказались от этого.
Подобные же случаи происходили в городах Экао, Цуяма и Миоси.

## Комментарии
1. ↑  Вывоз риса сопровождался поднятием на него цен. К тому его запасы на местах истощались[2]